# Жутниця
46°11′ пн. ш. 15°52′ сх. д. / 46.19° пн. ш. 15.87° сх. д.
Жутниця (хорв. Žutnica) — населений пункт у Хорватії, у Крапинсько-Загорській жупанії у складі міста Крапина.

## Населення
Населення за даними перепису 2011 року становило 248 осіб.
Динаміка чисельності населення поселення:

## Клімат
Середня річна температура становить 9,31 °C, середня максимальна – 22,78 °C, а середня мінімальна – -6,17 °C. Середня річна кількість опадів – 1101 мм.
| Клімат поселення                              | Клімат поселення | Клімат поселення | Клімат поселення | Клімат поселення | Клімат поселення | Клімат поселення | Клімат поселення | Клімат поселення | Клімат поселення | Клімат поселення | Клімат поселення | Клімат поселення | Клімат поселення |
| Показник                                      | Січ.             | Лют.             | Бер.             | Квіт.            | Трав.            | Черв.            | Лип.             | Серп.            | Вер.             | Жовт.            | Лист.            | Груд.            |                  |
| Середній максимум, °C                         | 5,07             | 6,69             | 10,56            | 14,68            | 19,60            | 22,78            | 22,16            | 21,68            | 17,79            | 12,77            | 7,35             | 3,88             |                  |
| Середня температура, °C                       | −0,55            | 1,08             | 4,94             | 9,06             | 13,98            | 17,14            | 18,92            | 18,40            | 14,51            | 9,49             | 4,08             | 0,62             |                  |
| Середній мінімум, °C                          | −6,17            | −4,55            | −0,68            | 3,45             | 8,34             | 11,52            | 15,64            | 15,13            | 11,25            | 6,22             | 0,81             | −2,65            |                  |
| Норма опадів, мм                              | 52               | 58               | 77               | 83               | 94               | 127              | 111              | 107              | 106              | 104              | 103              | 79               |                  |
| Середньомісячна швидкість вітру, м/с          | 1.86             | 2.03             | 2.36             | 2.36             | 2.27             | 2.00             | 1.93             | 1.79             | 1.78             | 1.90             | 1.99             | 1.97             |                  |
| Середньомісячна сонячна радіація, кДж/м²·день | 4144             | 6855             | 10459            | 14752            | 18683            | 20415            | 21250            | 18413            | 13671            | 8624             | 4586             | 3281             |                  |
| --------------------------------------------- | ---------------- | ---------------- | ---------------- | ---------------- | ---------------- | ---------------- | ---------------- | ---------------- | ---------------- | ---------------- | ---------------- | ---------------- | ---------------- |
| Джерело:                                      |                  |                  |                  |                  |                  |                  |                  |                  |                  |                  |                  |                  |                  |